# Coteaux-flaviens
Le coteaux-flaviens, appelé vin de pays des coteaux flaviens jusqu'en 2009, est un vin français d'indication géographique protégée (le nouveau nom des vins de pays) de zone produit dans le département du Gard.

## Histoire
Au XIVe siècle, les vins de Saint-Gilles sont parmi les plus prisés de la Cour pontificale d’Avignon. Jean XXII fait venir son « vin nouveau » de Saint-Gilles. Quand, en 1367, Urbain V quitte Avignon pour Rome il se fait envoyer par le port d’Arles une cargaison de vin de Saint-Gilles et de Beaune.
De retour en Avignon, Grégoire XI fit lui aussi approvisionner ses celliers par les vins de Saint-Gilles. Si durant tout le Moyen Âge les vins provenant de ce terroir furent considérés à l'égal de ceux de Beaune, c'est qu'ils étaient produits avec un cépage exceptionnel le mourvèdre appelé alors « plant de Saint-Gilles ».

## Situation géographique

### Orographie
Ce vignoble se situe sur le revers de la Costière qui bascule sur la Camargue. Situé à environ 60 mètres d'altitude, il se déroule vers la plaine camarguaise entre vallats (torrents) et puechs (collines).

### Géologie
Situé sur la rive droite du Rhône, ce terroir viticole se trouve au bord du plateau des Costières. Il s'est formé à fin de l'ère tertiaire sous une forte pression des sédiments maritimes. Parallèlement à ce phénomène, le climat se radoucit et entraine la fonte des glaciers. Des masses d'eau et d'embâcles suivent le lit du fleuve rhodanien afin de rejoindre la mer. Ce long trajet permet un tri tout à fait naturel : les plus grosses masses rocheuses s'échouent et les plus petites se déposent en aval, dans le cône de déjection du fleuve. Ce sol présente des strates d'argile rouge, localement appelées gapans. Plus en profondeur encore, on retrouve des sédiments méditerranéens du Pliocène.

### Climat
Ce terroir viticole bénéficie d'un climat méditerranéen. Les étés y sont fortement ensoleillés, chauds et secs. Les hivers y sont plutôt doux et humides. La moyenne des températures en été (23,7°) et l'ensoleillement (2700 heures par an) figurent parmi les plus élevés de France. Il est régulièrement exposé au mistral, qui souffle en violentes rafales l'hiver et tend à relativiser la douceur de ce dernier. En revanche, cette douceur est plus marquée lorsque souffle le vent marin de secteur sud, depuis le littoral.
Le mois le plus chaud est le mois de juillet. C'est également le mois comprenant la plus faible quantité de précipitations, avec moins de 26 mm. Le mois le plus froid est celui de janvier, avec une moyenne s'élevant à 6,3°. L'enneigement est quasi nul et n'excède jamais un maximum de 2 jours par an. Les années sans neige y sont régulières.
L'intersaison la plus redoutée est sans conteste l'automne, où des orages d'une grande brutalité peuvent éclater. En moyenne, plus de 130 mm de pluie s'abattent sur cette partie du département au mois d'octobre, mois ou la pluviométrie est la plus élevée.
| Mois                              | jan.  | fév.  | mars  | avril | mai   | juin  | jui.  | août  | sep.  | oct.  | nov.  | déc. | année   |
| --------------------------------- | ----- | ----- | ----- | ----- | ----- | ----- | ----- | ----- | ----- | ----- | ----- | ---- | ------- |
| Température minimale moyenne (°C) | 2,4   | 3,4   | 5,1   | 7,8   | 11,2  | 14,9  | 17,7  | 17,2  | 14,7  | 10,8  | 5,9   | 3    | 9,5     |
| Température moyenne (°C)          | 6,3   | 7,7   | 9,9   | 12,8  | 16,6  | 20,5  | 23,7  | 23    | 20    | 15,4  | 10    | 6,9  | 14,4    |
| Température maximale moyenne (°C) | 10,3  | 11,9  | 14,7  | 17,8  | 21,9  | 26,2  | 29,8  | 28,9  | 25,3  | 20    | 14    | 10,7 | 19,3    |
| Ensoleillement (h)                | 143,5 | 147,4 | 203,1 | 227,6 | 267,8 | 310,2 | 353,8 | 315,3 | 236,6 | 186,8 | 143,9 | 133  | 2 668,9 |
| Précipitations (mm)               | 67,7  | 70,7  | 55,9  | 59,2  | 60,9  | 38,6  | 25,3  | 51,6  | 66,8  | 131,9 | 69,2  | 64,1 | 761,9   |

## Vignoble

### Présentation
Le raisin doit être récolté sur le territoire des communes suivantes : Beauvoisin, Bernis, Bouillargues, Générac, Jonquières-Saint-Vincent, Manduel, Redessan, Saint-Gilles, Vauvert (à l’exception des parcelles des sections Q1, Q6, Q7, Q8, Q9 et Ru incluses dans la zone de production du sable-de-camargue), Vestric (partie de la commune située au Sud-Est du Vistre).

### Encépagement
Cépages rouges : cinsault, carignan, grenache, syrah et merlot.
Cépages blancs : chardonnay, sauvignon blanc, marsanne et roussanne.

### Vinification et élevage
Les vins rouges, les vins blancs et les vins rosés doivent contenir moins de 2 grammes de sucre par litre, les vins blancs et les vins rosés doivent présenter une teneur en fer non supérieure à 8 mg par litre et les vins rouges doivent présenter une intensité colorante supérieure à 0,30.
Les vins pour lesquels est revendiquée la dénomination « Vin de pays des coteaux flaviens » doivent présenter, indépendamment du titre alcoométrique volumique naturel fixé à l’article 1er du décret no 79-756 du 4 septembre 1979, un titre alcoométrique volumique acquis minimum de 10,5 p. 100 pour les vins blancs et de 11 p. 100 pour les vins rouges et rosés.

### Type de vin et gastronomie
Les vins rouges, de couleur rubis, dégagent à l'agitation des arômes de framboise, de prune, de fumé et de réglisse. Ronds et souples en bouche, ils sont fruitée avec des tanins fondus.
Les vins blancs au nez complexe, où se retrouvent des notes beurrées, agrémentés par des arômes d'agrumes, de pêche et de fruits exotiques, ont une belle longueur en bouche. Ces vins se distinguent par leur vivacité et leur rondeur.